# Julia Hauke

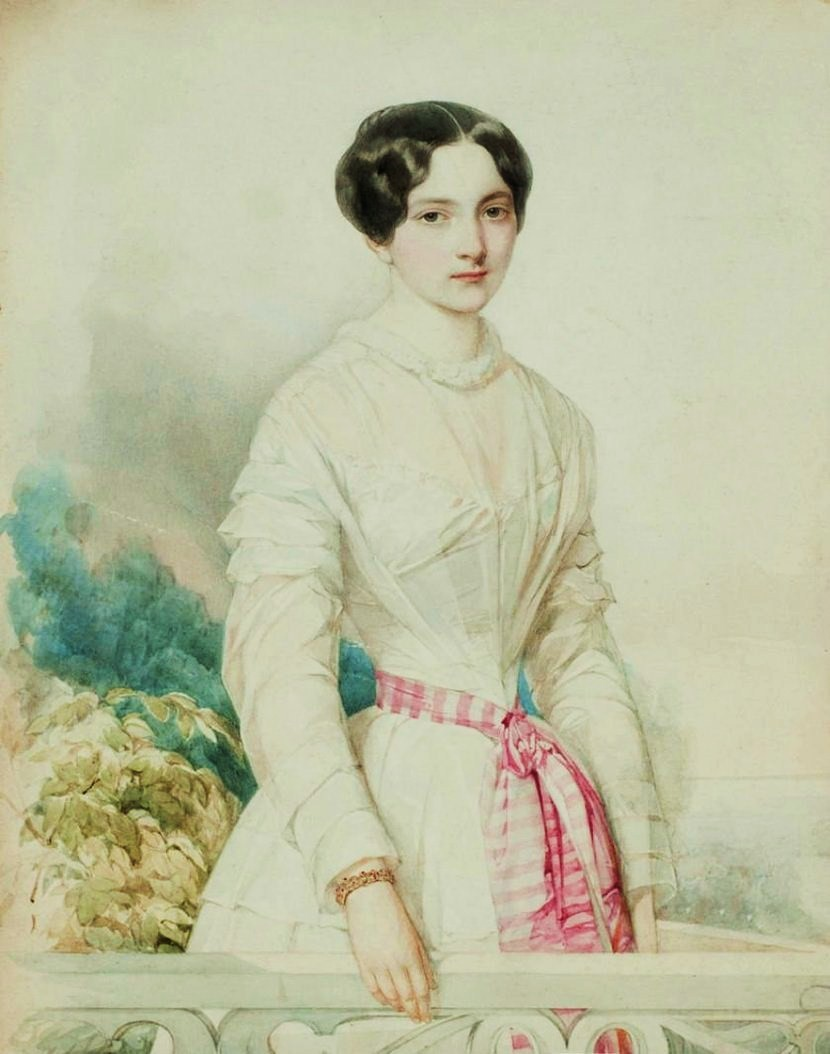
Julia Hauke 1840, Gouache von Woldemar Hau

Julia Teresa Salomea Hauke (auch Julie Hauke genannt, * 12. November 1825 in Warschau; † 19. September 1895 auf Schloss Heiligenberg bei Jugenheim) war die morganatische Ehefrau von Prinz Alexander von Hessen, Mutter von Fürst Alexander von Bulgarien und Stammmutter des zweiten Hauses Battenberg (nachmals im englischen Zweig der Familie auch: Mountbatten).

## Leben

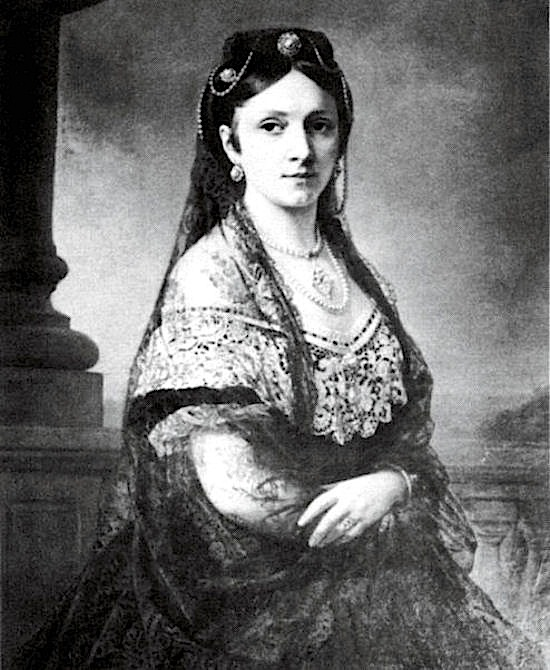
Gräfin Julia Hauke in polnischer Tracht

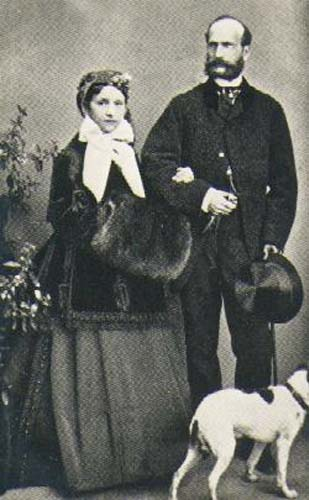
Julia, Fürstin von Battenberg, mit ihrem Ehemann, Prinz Alexander von Hessen 1882

Julia Teresa Salomea Hauke kam in Warschau 1825 als Tochter des zwei Jahre später, 1827, geadelten Hans Moritz Hauke (1775–1830) und dessen Frau Sophie, geborene Lafontaine (* 1790 in Warschau als Tochter von Theresia de Cornelly (1768–1827) und Franz Leopold Lafontaine; † 1831), zur Welt. Ihr Vater, geboren in Seifersdorf bei Radeberg in Sachsen, war hessischer Abstammung, Berufssoldat und hatte für Napoleons Armeen in Italien, Deutschland und Spanien gedient; die Familie der Mutter stammte aus Biberach an der Riß. Ab 1815 diente Hauke in der Armee Kongress-Polens. Zar Nikolaus I. ernannte ihn zum Stellvertretenden Kriegsminister von Kongress-Polen und erhob ihn 1827 in den Adels- und 1829 in den Grafenstand. Während des Novemberaufstands von 1830 wurde er, als er zur Verteidigung des polnischen Generalgouverneurs Großfürst Konstantin eilte, von aufständischen Kadetten, die ihn zuerst aufforderten, sie anzuführen, was er brüsk als „Dummheit und kindisches Zeug“ zurückwies, vor den Augen seiner Frau und drei seiner Kinder mit 19 Schüssen getötet. Seine Witwe starb kurz darauf am Schock, und die Kinder wurden Mündel des Zaren.
Die junge Julia Hauke wurde Hofdame der aus dem Hause Hessen stammenden Zarin Maria Alexandrowna, Gemahlin des Zaren Alexander II. Bei Hof in St. Petersburg lernte sie den Bruder der Zarin, Prinz Alexander von Hessen und bei Rhein, kennen. Da der Zar einer Ehe seines Schwagers mit einer Hofdame nicht zustimmen konnte und wollte, nahm Prinz Alexander seinen Abschied und reiste nach Darmstadt, um mit seinen Brüdern über eine Zustimmung zu der Ehe zu verhandeln. Von dort begab er sich eilig nach Breslau, wo auch bald Julia eintraf, die zu diesem Zeitpunkt bereits im fünften Monat schwanger war. Dort heirateten sie am 28. Oktober 1851.
Als Tochter eines neugeadelten Grafen war sie ihrem Gatten standesmäßig nicht ebenbürtig (ihr Ur-urgroßvater Johann Kaspar Hauck, 1675–1722 aus Wetzlar, war Pedell am dortigen Reichskammergericht); die Ehe war daher morganatisch. Julia, in Darmstadt nunmehr Gräfin Julie Hauke genannt, erhielt am 5. November 1851 von ihrem Schwager, Großherzog Ludwig III. von Hessen-Darmstadt, den damals vakanten Titel einer Gräfin von Battenberg mit dem Prädikat „Erlaucht“. 1858 erhob er sie anlässlich seiner Silberhochzeit in den Fürstenstand mit dem Prädikat „Durchlaucht“. Battenberg wurde damit der Name eines jüngeren fürstlichen, nicht thronberechtigten Zweiges des Hauses Hessen. Sie und ihre Kinder waren nun Prinzessinnen bzw. Prinzen von Battenberg, wobei außerhalb des mitteleuropäischen Raums der Fürsten- und der Prinzentitel identisch sind. Prinz Alexander von Hessen und bei Rhein behielt seinen althergebrachten Titel und Namen bei.
Julia von Battenberg konvertierte im Mai 1875 von der römisch-katholischen zur evangelischen Konfession.

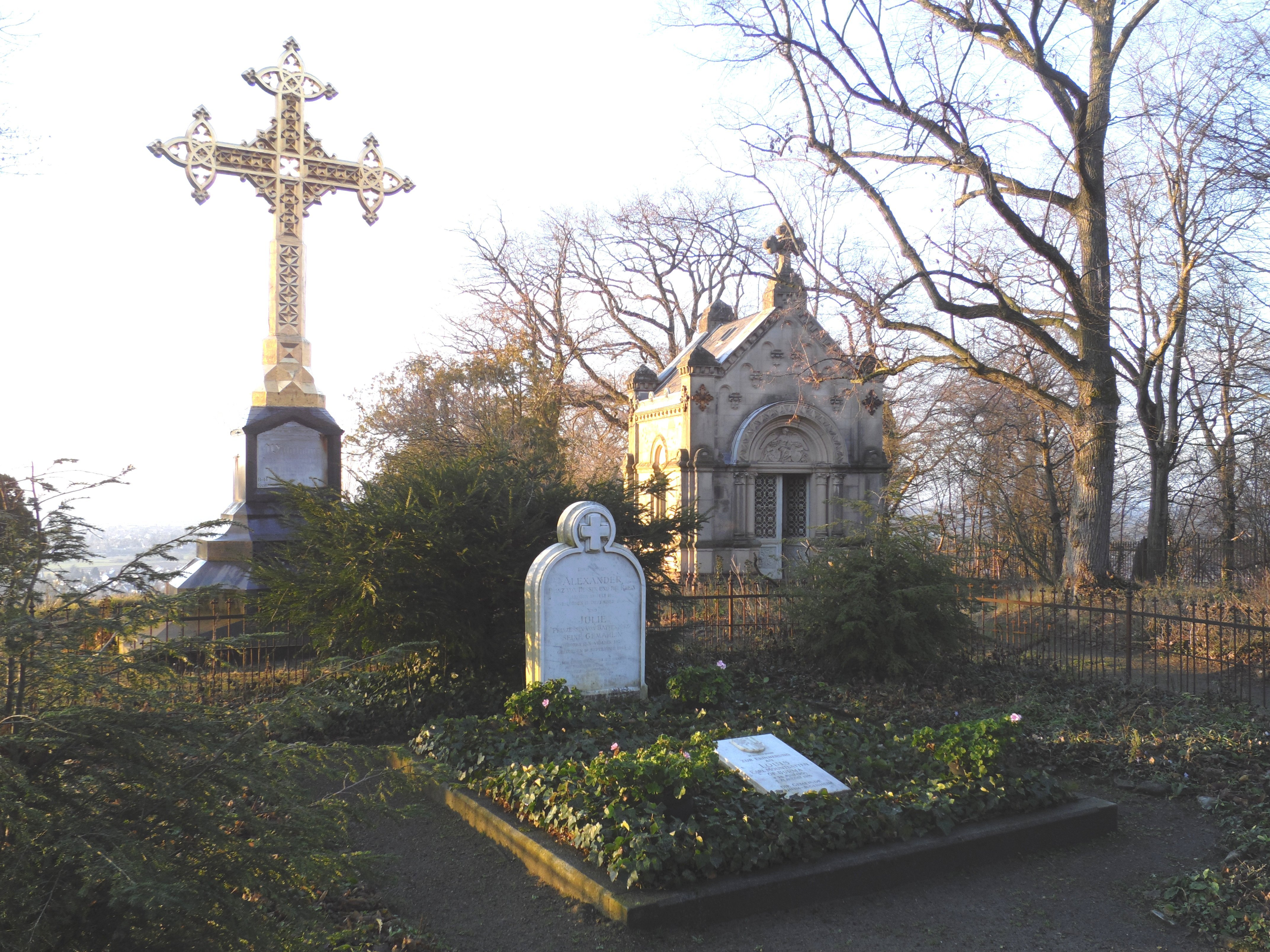
Letzte Ruhestätte von Prinz Alexander von Hessen und Fürstin Julia von Battenberg

Sie starb 1895 und wurde im ein Jahr zuvor fertiggestellten Mausoleum ihres 1888 verstorbenen Gatten beigesetzt. Dessen Leichnam war zuerst in das 1869/70 erweiterte großherzogliche Mausoleum auf der Rosenhöhe in Darmstadt überführt worden; da Julia wegen ihrer Abstammung dort aber keinen Platz neben ihrem Gemahl bekommen konnte, wurde im Kreuzgarten auf dem Heiligenberg bei Jugenheim dieses Mausoleum errichtet. Im Jahre 1902 kam es zu einer erneuten Umbettung, und Julia und Alexander fanden ihre gemeinsame letzte Ruhestätte in der Gruft eines Grabes unter freiem Himmel, direkt am Goldenen Kreuz. Das Mausoleum wurde danach zur Gedächtniskapelle des zweiten Hauses Battenberg/Mountbatten mit Gedenktafeln im Inneren umgewidmet. Den Erinnerungen von Prinzessin Marie zufolge hatte Prinz Alexander eine solche Kapelle schon vor 1866 geplant.

## Nachkommen
Julia und Alexander hatten fünf Kinder:
- Marie Karoline (* 15. Februar 1852 in Straßburg[5], † 20. Juni 1923 auf Schloss Schönberg)

⚭ 1872 Graf Gustav Ernst zu Erbach-Schönberg.
- Ludwig Alexander „Louis“ (* 24. März 1854 in Graz, † 11. September 1921 in London), seit 1917 Louis Mountbatten, 1. Marquess of Milford Haven,

⚭ 1884 Prinzessin Viktoria von Hessen-Darmstadt (1863–1950);
Nachkommen unter anderem Alice von Battenberg (Mutter von Prinz Philip und Großmutter von König Charles III. des Vereinigten Königreichs Großbritannien und Nordirland), Königin Louise von Schweden und Louis Mountbatten, 1. Earl Mountbatten of Burma, Onkel von Prinz Philip.
- Alexander Josef „Sandro“ (* 5. April 1857 in Verona, † 17. November 1893 in Graz), Patenkind von Josef Graf Radetzky, vom 29. April 1879 bis 7. September 1886 als Alexander I. regierender Fürst von Bulgarien, abgedankt und 1889 zum Grafen von Hartenau ernannt,

⚭ 1889 Johanna Loisinger.
- Heinrich Moritz  „Liko“ (* 5. Oktober 1858 in Mailand, † (gef.) 20. Januar 1896 an Bord der HMS Blonde vor Sierra Leone),

⚭ 1885 Prinzessin Beatrice von Großbritannien und Irland (1857–1944) und erhielt den Titel Königliche Hoheit.
Seine Nachkommen waren unter anderem Prinzessin Victoria Eugénie von Battenberg, spätere Königin von Spanien. Seine Kinder lebten im Vereinigten Königreich; der älteste Sohn wurde 1917 zum Marquess of Carisbrooke ernannt, starb aber ohne männliche Erben und der Titel erlosch mit ihm.
- Franz Joseph „Franzjos“ (* 24. September 1861 in Padua, † 31. Juli 1924 in Schaffhausen),

⚭ 1897 Prinzessin Anna Petrovich-Niegosh von Montenegro. Die Ehe blieb kinderlos.

## Name und britischer Zweig
Der häufig gebrauchte Titelzusatz „von“ ist im Falle der Grafen Hauke wie beim Grafen Radetzky einfach falsch, da es ihn in Russland, Böhmen und Polen nie gab – ähnlich fraglich wie die Namensveränderung vom (deutsch/polnischen) Julia zum polyglotten „Julie“, was erst nach der Heirat mit Alexander von Hessen geläufig wurde und neuerdings dazu führt, dass der Name der als Julia getauften Gräfin Hauke romantisierend französisch Julie (Schülie) ausgesprochen wird – wohl weil sie mit ihrem Gatten vornehmlich französisch korrespondierte, was ihre Eltern bei der Taufe kaum ahnen konnten. Kein Hesse sprach damals so, worunter auch Großherzogin Alice (Darmstädterisch: A’ließe) leiden musste.
Der älteste Sohn von Julia und Alexander, Ludwig Alexander (1854–1921), wurde britischer Staatsbürger, nannte sich Prince Louis of Battenberg und stieg 1912 zum Ersten Seelord auf. Sein jüngerer Bruder Heinrich Moritz (1858–1896) ließ sich ebenfalls in Großbritannien nieder und heiratete Prinzessin Beatrice von Großbritannien und Irland (1857–1944). Die in Großbritannien lebenden Mitglieder des Hauses Battenberg anglisierten auf Grund der deutschfeindlichen Stimmung im Ersten Weltkrieg ihren Familiennamen im September 1917 zu Mountbatten und verzichteten auf ihre deutschen Titel. Stattdessen wurden sie von ihrem Cousin, König Georg V., mit britischen Titeln bedacht: Louis wurde Marquess of Milford Haven mit den zusätzlichen Titeln eines Earl of Medina und Viscount Alderney, während Alexander, der Sohn Heinrichs, Marquess of Carisbrooke mit den zusätzlichen Titeln eines Earl of Berkhamsted und Viscount Launceston wurde. Seit 1960 besteht nur noch die Linie Milford Haven. Das Haupt der Familie Battenberg-Mountbatten ist George Mountbatten, 4. Marquess of Milford Haven (* 1961).